# Copa Mundial de Críquet de 1992
La Copa Mundial de Críquet de 1992 (Benson & Hedges World Cup) fue la quinta edición del torneo. Se desarrolló del 22 de febrero al 25 de marzo de 1992 en Australia y Nueva Zelanda. 9 países tomaron parte en el acontecimiento. Las preliminares se jugaron a una ronda de todos contra todos. Los primeros cuatro equipos avanzaron a las semifinales, cuyos ganadores jugaron la final. Pakistán ganó la Copa por primera vez, derrotando a Inglaterra en la final.

## Participantes
- Australia
- Inglaterra
- India
- Nueva Zelanda
- Pakistán
- Sri Lanka
- Indias Occidentales
- Zimbabue
- Sudáfrica

## Etapa de grupos
| Equipo              | Pts | Jj | G | P | NR | E | DC    | PC   |
| ------------------- | --- | -- | - | - | -- | - | ----- | ---- |
| Nueva Zelanda       | 14  | 8  | 7 | 1 | 0  | 0 | 0.59  | 4.76 |
| Inglaterra          | 11  | 8  | 5 | 2 | 1  | 0 | 0.47  | 4.36 |
| Sudáfrica           | 10  | 8  | 5 | 3 | 0  | 0 | 0.14  | 4.36 |
| Pakistán            | 9   | 8  | 4 | 3 | 1  | 0 | 0.17  | 4.33 |
| Australia           | 8   | 8  | 4 | 4 | 0  | 0 | 0.20  | 4.22 |
| Indias Occidentales | 8   | 8  | 4 | 4 | 0  | 0 | 0.07  | 4.14 |
| India               | 5   | 8  | 2 | 5 | 1  | 0 | 0.14  | 4.95 |
| Sri Lanka           | 5   | 8  | 2 | 5 | 1  | 0 | −0.68 | 4.21 |
| Zimbabue            | 2   | 8  | 1 | 7 | 0  | 0 | −1.14 | 4.03 |

## Ronda Final
|  | Semifinales            | Semifinales |     |  | Final                   | Final |  |
|  |                        |             |     |  |                         |       |  |
|  | 21 de marzo - Auckland |             |     |  |                         |       |  |
|  | 1 Nueva Zelanda        | 262/7       |     |  |                         |       |  |
|  | 4 Pakistán             | 264/6       |     |  |                         |       |  |
|  |                        |             |     |  |                         |       |  |
|  |                        |             |     |  | 25 de marzo - Melbourne |       |  |
|  |                        |             |     |  | Pakistán                | 249/6 |  |
|  |                        | Inglaterra  | 227 |  |                         |       |  |
|  |                        |             |     |  |                         |       |  |
|  |                        |             |     |  |                         |       |  |
|  |                        |             |     |  |                         |       |  |
|  | 22 de marzo - Sydney   |             |     |  |                         |       |  |
|  | 2 Inglaterra           | 252/6       |     |  |                         |       |  |
|  | 3 Sudáfrica            | 232/6       |     |  |                         |       |  |

|                              |
|                              |
| Campeón Pakistán 1.er título |

- Datos: Q1139945
- Multimedia: Cricket World Cup 1992 / Q1139945